# كيم هيرجافيك
كيم هيرجافيك (بالإنجليزية: Kym Herjavec)‏ هي راقصة وممثلة أسترالية، ولدت في 4 أغسطس 1976 في سيدني في أستراليا.

## وصلات خارجية
- كيم جونسون على موقع IMDb (الإنجليزية)
- كيم جونسون على موقع قاعدة بيانات برودواي على الإنترنت (الإنجليزية)